# Triéthylène glycol diméthyléther
Le triéthylène glycol diméthyléther, ou triglyme, est un composé chimique de formule H3CO(CH2CH2O)3CH3.
Il s'agit d'un solvant aprotique polaire utilisé pour conduire certaines réactions, telles que les réactions de Grignard (aux halogénures d'organomagnésiens) ou des réactions d'alkylation (par exemple pour la synthèse du polytétrafluoroéthylène et d'autres fluoropolymères).